# Méthode de Bartlett
Pour les articles homonymes, voir Bartlett.
 (octobre 2017).
Si vous disposez d'ouvrages ou d'articles de référence ou si vous connaissez des sites web de qualité traitant du thème abordé ici, merci de compléter l'article en donnant les références utiles à sa vérifiabilité et en les liant à la section « Notes et références ».
En estimation spectrale, la méthode de Bartlett fournit un estimateur consistant de la densité spectrale de puissance. 
En pratique, obtenir un signal sur une durée infinie et l'acquérir sans bruit est impossible. C'est pourquoi on peut utiliser la fenêtre de Bartlett dans le but de lisser un périodogramme.
Cette méthode est utilisée en physique, en ingénierie ainsi qu'en mathématiques appliquées. Les applications courantes de cette méthode sont l'analyse en réponse fréquentielle ainsi que l'analyse spectrale générale.
Cette méthode tire son nom du statisticien anglais Maurice Bartlett, qui a été le premier à la proposer.
Il s'agit d'une méthode moins évoluée que celle de Welch qui consiste à découper le signal en plusieurs segments, puis à appliquer une fenêtre sur chacun des segments (possibilité de recouvrement des segments).
La fenêtre de Bartlett est une fenêtre rectangulaire.

## Définition et procédure
La méthode de Bartlett consiste dans les étapes suivantes :
1. Le segment original est composé de N points. Il est divisé en K (sans chevauchement) sous-segments, chacun de taille M.
2. Pour chaque segment calculer le périodogramme en calculant la transformée de Fourier discrète. Ensuite. calculez le carré de la magnitude et diviser par M.
3. Faire la moyenne du résultat des périodogrammes au dessus pour les K sous-segments

L'étape 3 réduit la variance par rapport au segment original.